# Pietà (Le Greco)
La Pietà est un tableau peint par le Greco entre 1571 et 1576. Il mesure 29 cm de haut sur 20 cm de large. Il est conservé au Philadelphia Museum of Art à Philadelphie.